# Профессия — киноактёр
«Профессия — киноактёр» — советский документальный цветной фильм, снятый режиссёром Станиславом Ростоцким на киностудии имени М. Горького в 1979 году.

## Сюжет
О творчестве популярного советского актёра Вячеслава Тихонова рассказывают: Борис Андреев, Эраст Гарин, Сергей Бондарчук, Всеволод Санаев, Евгений Матвеев, Алексей Баталов, Борис Бибиков, а также родители Вячеслава Васильевича.
В фильме рассказывается о детских и юношеских годах Тихонова, о его актёрской карьере, самых запоминающихся ролях в кино. Текст за кадром читает Валерий Рыжаков.

## В ролях
- Вячеслав Тихонов
- Борис Андреев
- Алексей Баталов
- Борис Бибиков
- Сергей Бондарчук
- Эраст Гарин
- Евгений Матвеев
- Юрий Медведев
- Всеволод Санаев
- Владимир Тихонов
- Валерий Рыжаков — текст за кадром
- Режиссёр и автор сценария Станислав Ростоцкий выступил в фильме под псевдонимом «С. Степанов».